# Léto (film, 2018)
Léto (rusky Лето) je ruský hudební a životopisný film z roku 2018 zobrazující leningradskou undergroundovou rockovou scénu na počátku 80. let. Režisérem filmu je Kirill Serebrennikov, který též společně s Lili a Michailem Idovovými napsal scénář. Snímek vypráví o rockových zpěvácích Viktoru Cojovi, zpěvákovi skupiny Kino a Mikovi Naumenkovi, zpěvákovi skupiny Zoopark.
Hlavní role ztvárnili Tae-oh Yoo, Roman Bilyk a Irina Staršenbaum. Viktora Coje ztělesnil korejský herec německého původu Tae-oh Yoo, namluvil jej Děnis Kljaver a při zpěvu můj svůj hlas propůjčil Pjotr Pogodajev. Ruský hudebník Roman Bilyk si zahrál Mikea Naumenka, ve filmu je v titulcích uveden pod svým pseudonymem „Roma Zver“.
Film v roce 2018 soutěžil o Zlatou palmu na Filmovém festivalu v Cannes a získal zde cenu za nejlepší soundtrack. Režisér Kirill Serebrennikov se nemohl premiéry osobně zúčastnit, protože byl v dané době v domácím vězení v Rusku kvůli obvinění ze zpronevěry státních peněz. Film měl v Rusku premiéru 7. června 2018, v Česku se v kinech poprvé objevil 16. srpna 2018.

## O filmu
Film se odehrává během jednoho léta v osmdesátých letech v Leningradu. Hlavní dějová linka mapuje vztah mezi devatenáctiletým Viktorem Cojem (Tae-oh Yoo), šestadvacetiletým Mikem Naumenkem (Roman Bilyk) a Naumenkovou ženou Nataljou (Irina Staršenbaum). Film též zobrazuje vznik Leningradského rockového klubu a nahrávání prvního alba skupiny Kino, s názvem 45.

## Obsazení
| Tae-oh Yoo        | Viktor Coj, přezdívaný Víťa, zpěvák skupiny Kino (dabing: Děnis Kljaver, vokály: Pjotr Pogodajev) |
| Roman Bilyk       | Mike Naumenko, zpěvák skupiny Zoopark                                                             |
| Irina Staršenbaum | Natalia Naumenko, Mikova žena, přezdívaná Nataša                                                  |
| Filipp Avdějev    | Leonid (předloha postavy: Alexej Rybin)                                                           |
| Alexandr Kuzněcov | skeptik                                                                                           |
| Alexandr Gorčilin | punker (předloha postavy: Andrej Panov)                                                           |
| Julija Aug        | Anna Alexandrovna                                                                                 |
| Nikita Jefremov   | Bob (předloha postavy: Boris Grebenščikov)                                                        |
| Jelena Koreněva   | žena v červeném                                                                                   |
| Lija Achedžakova  | majitelka bytu                                                                                    |
| Anton Adasinskij  | majitel bytu                                                                                      |
| Alexandr Baširov  | rozzlobený muž ve vlaku                                                                           |
| Seva Novgorodcev  | prodavač v antikvariátu                                                                           |
| Georgij Kudrenko  |                                                                                                   |
| Alexandra Revenko |                                                                                                   |
| Nikita Jeleněv    |                                                                                                   |

## Vznik filmu
Natáčení započalo v červenci 2017 v Petrohradu. Na konci srpna téhož roku byl režisér filmu Kirill Serebrennikov zatčen, deportován do Moskvy na základě obvinění z podvodu a umístěn do domácího vězení. Nicméně se mu podařilo do února 2018 film dokončit, aniž by porušil zákazy uložené soudem, protože pracoval na počítači, který nebyl připojen k internetu. Zbylé nedotočené scény mohly být díky jeho poznámkám a předchozím zkouškám zdárně dokončeny.
První fotografie z filmu se v roce 2018 objevily v únorovém vydání amerického časopisu Variety.

### Hudba
Ve filmu se objevily písně skupiny Kino a dalších tehdejších sovětských rockových skupin. Soundtrack filmu kromě toho též obsahuje coververze rockových písní „Psycho Killer“ od Talking Heads, „Passenger“ od Iggyho Popa, „Perfect Day“ od Lou Reeda a „All the Young Dudes“ od Davida Bowieho.
Film vyhrál cenu za nejlepší soundtrack na Filmovém festivalu v Cannes. Soundtrack k filmu vyrobili hudebníci skupiny Zveri, Roman Bilyk (Roma Zver) a German Osipov.

## Recenze
Film získal u českých a slovenských kritiků nadprůměrná hodnocení: 
- Maria Tkach, EuroZprávy.cz, 8. srpna 2018, [2]
- Mirka Spáčilová, iDNES.cz, 12. srpna 2018, [3]
- Mojmír Sedláček, MovieZone.cz, 17. srpna 2018, [4]
- Martin Adam Pavlík, Pravda.sk, 22. března 2018, [5]

Na Česko-Slovenské filmové databázi má film divácké hodnocení 81 % (k červenci 2020).